# Svjetionik Otočić Murvica
Svjetionik Otočić Murvica je svjetionik na otočiću Murvica, na zapadnom kraju Drveničkog kanala.
Svjetionik je izgrađen 1896. godine. Jednostavna kamena prizemnica pokrivena dvostrešnim krovom izgrađena je od kamenih blokova rustične obrade. Uz južno pročelje podignuta je kvadratna kula visoka 7,20 m s lanternom koja je vidljiva na udaljenosti od 9 morskih milja. Sjeverno od glavne zgrade podignuta je kućica na pravokutnom tlocrtu od kamena, s dvostrešnim krovom pokrivenim kupom kanalicom, koja služi kao spremište alata. U neposrednoj blizini zgrada nalaze se vrtovi ograđeni suhozidom. Manji betonski dok za pristajanje brodica smješten je sa sjeverne strane otočića. Od pokretnog inventara sačuvao se samo rog za maglu.

## Zaštita
Pod oznakom Z-5039 zavedena je kao nepokretno kulturno dobro – pojedinačno, pravna statusa zaštićena kulturnog dobra, klasificirano kao "profana graditeljska baština".